# Cycloptilum bidens
Cycloptilum bidens är en insektsart som beskrevs av Morgan Hebard 1931. Cycloptilum bidens ingår i släktet Cycloptilum och familjen Mogoplistidae. Inga underarter finns listade i Catalogue of Life.